# Zmartwychwstanie (album Frontside)
Zmartwychwstanie – dziewiąty album studyjny polskiej grupy muzycznej Frontside. Wydawnictwo ukazało się 14 września 2018 roku nakładem wytwórni muzycznej Mystic Production.

## Lista utworów
| Nr  | Tytuł utworu                  | Długość |
| --- | ----------------------------- | ------- |
| 1.  | „Zmartwychwstanie”            | 5:30    |
| 2.  | „Poznaj Swoich Wrogów”        | 3:55    |
| 3.  | „Bez Przebaczenia”            | 4:54    |
| 4.  | „Krew, Ogień, Śmierć”         | 4:51    |
| 5.  | „Pieczęcią Niech Będzie Krew” | 4:52    |
| 6.  | „Przynoszę Wam Ogień”         | 4:20    |
| 7.  | „Kolejna Niewinna Ofiara”     | 4:25    |
| 8.  | „Martwy Jak Ty”               | 4:27    |
| 9.  | „Jak Światłość i Mrok”        | 4:38    |
| 10. | „Iluminacja”                  | 4:53    |
| 11. | „Bóg Cię Nie Ocali”           | 5:48    |
|     |                               | 52:33   |

## Twórcy albumu
- Marcin „Auman” Rdest - śpiew
- Mariusz „Demon” Dzwonek - gitara
- Dariusz „Daron” Kupis - gitara
- Wojciech Nowak - gitara basowa
- Tomasz „Toma” Ochab - perkusja
- Tomek "Zed" Zalewski - produkcja, miksowanie, mastering
- Łukasz "Pachu" Pach - layout
- Grzegorz Szafruga - zdjęcia
- Paulina Sabonis - okładka

## Listy sprzedaży
| Lista | Kraj   | Pozycja |
| ----- | ------ | ------- |
| OLiS  | Polska | 12      |